# 黃仁龍
黃仁龍，大紫荊勳賢，SC（1963年—），廣東潮州人，前任香港特別行政區律政司司長，香港資深大律師。他是香港歷來擔任同類職位最年輕者。由於曾就讀於皇仁書院，故又有「皇仁之龍」的美譽（「皇仁」與「黃仁」粵音相同）。

## 簡歷
黃仁龍出身基層，童年居於灣仔大王東街一間月租50港元的板間房，在五個兄弟姊妹中排行第二，其父黃鑑烈籍貫廣東省潮州，在街頭賣雪糕，每月所得300至400港元收入，乃一家主要經濟來源。至1980年代，黃一家「上樓」入住香港島南區的公屋華富邨，但黃父即使生活好轉，仍堅持擺檔，直至黃仁龍由英國回港執業後才退休，將檔口以低價轉讓予同行，結束長達30年的賣雪糕生涯。黃父的克勤克儉，對黃仁龍影響甚深，他年少時常替父親搬汽水，有時更幫忙售賣雪糕。而他亦沒有辜負父親一片苦心，於軒尼詩道官立小學以出類拔萃成績畢業後，成功考入名校皇仁書院，同屆同學包括香港大學法律學院首席講師張達明，屬史釗域社，更曾為該校的總領袖生。
黃在皇仁書院成績名列前茅，自中三開始每年也考獲全級第一，因此每年也獲學校頒發獎學金，在中六時成為了該校總領袖生，並在香港中學會考和香港高級程度會考中，分別取得中學會考7優（包括英國語文、地理、歷史、生物、數學、中國語文、中國歷史，美術則獲D級），和高級程度會考3優1良的佳績，被譽為「皇仁之龍」。他曾在校刊《黃龍報》上撰文，以香港主權問題為背景，慨嘆當時的香港人對居住的地方沒有歸屬感。
1983年中學畢業後，獲李國寶設立的菲臘親王獎學金，負笈英國劍橋大學主修法律，獲頒劍橋大學學士（法律）及劍橋大學碩士（法律）學位。1987年獲認許為英格蘭大律師，同年獲認許為香港執業大律師。回港後曾跟隨上任香港終審法院首席大法官的李國能學習，是李國能的最後一位弟子。2002年獲認許為資深大律師。2003年7月至8月期間，曾擔任香港高等法院原訟法庭暫委法官。2005年10月，獲委太平紳士。2007年10月2日，獲英國倫敦四大律師學院之一中殿律師學院選為委員，委員是律師學院的資深成員。
此外，黃曾在1989年至1990年、1997年至2002年及2003年至2005年，擔任香港大律師公會執委會成員，並於2003年至2005年出任該會法律教育委員會主席。2005年，被美國互聯網入門網站雅虎香港評為本地風雲人物第2位。同年，黃仁龍獲曾蔭權邀請加入特區政府，當時僅認識數個月。
黃仁龍現時為香港著名大律師事務所天博大律師事務所（Temple Chambers）的成員，前律政司司長袁國強、唐明治、前香港大律師公會主席石永泰、香港行政會議非官守成員湯家驊、前監警會主席翟紹唐等法律界重量級人馬都是他的同事。
黃仁龍曾出任建築物上訴審裁小組主席、暴力及執法傷亡賠償委員會主席，以及非本地高等及專業教育上訴委員會主席；亦曾擔任香港施達基金會副主席，並為香港基督教關懷無家者協會擔任顧問和參與義務工作。
黃仁龍沒有政黨背景，政治上較中立。雖然他被認為理念上與泛民主派較接近，但他沒有跟隨泛民主派的行動，例如：在2007年行政長官選舉時沒有跟隨香港大律師公會的其他選委會委員投票予民主派候選人梁家傑，而投了棄權票。
2012年，黃仁龍放棄加入特區政府的新內閣，於6月30日正式離任，由前香港大律師公會主席袁國強接任律政司司長。
2017年，前特首曾蔭權涉貪案中，前律政司司長黃仁龍替曾蔭權求情時盛讚他在法治方面的貢獻，包括他擔任律政司司長的7年期間，曾蔭權從未背離律政司的意見而行。他暗示曾蔭權頂住中方壓力，在處理2011年剛果案時不主動提請釋法，而是留待香港終審法院提請。
2019年11月起，黃仁龍擔任精神健康諮詢委員會的主席一職，協助政府檢討精神健康政策並提供意見。

## 感情、個人生活
在1991年至1996年當義工期間，黃認識了現任妻子陳筱茵——著名工業家陳道宣的女兒。陳家十分富有，兩人於1996年結婚時，黃更把收到的數十萬港元賀禮送予露宿者組織。 陳筱茵曾任職於銀行，現乃全職家庭主婦，他們育有三女。
黃仁龍的宗教信仰是基督教，與妻子同為播道會港福堂會友。

## 榮譽

### 勳銜
- 太平紳士（2005年－2012年）
- 大紫荊勳賢（2012年）

### 榮譽博士
- 嶺南大學榮譽法學博士（2012年）
- 香港樹仁大學榮譽法學博士（2012年）
- 香港中文大學榮譽法律學博士（2013年）
- 香港科技大學榮譽法學博士（2013年）
- 香港公開大學榮譽文學博士（2013年）
- 香港大學名譽法學博士（2014年）